# Marcgodinotius
Marcgodinotius — рід адапіформних приматів, що жили в Азії в ранньому еоцені. Це монотипний рід, єдиним видом є Marcgodinotius indicus. У цьому ж горизонті знайдено ще одного адапіформного примата Suratius robustus. Anthrasimias може бути молодшим синонімом Marcgodinotius, а Anthrasimias gujaratensis — молодшим синонімом Marcgodinotius indicus.
Marcgodinotius indicus був видом приматів, уперше знайдених у Гуджараті, Індія, у 2005 році. Вважається, що він жив приблизно 55 мільйонів років тому, під час раннього еоцену. Він важив близько 75 грамів, що робило його лише трохи більшим за найменших у світі приматів, мишачих лемурів і карликових галаго.
Загальна назва, Anthrasimias, стосувалася антра, що грецьким означає вугілля, оскільки скам’янілості були знайдені у вугільній шахті та simias, що латиною означає мавпа або мавпа.